# Йозеф Гайдн
Франц Йозеф Гайдн (нім. Franz Joseph Haydn; 31 березня 1732, Рорау, Австрійське ерцгерцогство, Священна Римська імперія — 31 травня 1809, Відень, Австрійська імперія) — австрійський композитор, представник віденської класичної школи, один з основоположників таких музичних жанрів, як симфонія і струнний квартет. Для музики Гайдна характерною є широта фольклорних зв'язків. Він автор 104 симфоній, 83 квартетів, 52 фортепіанних сонат, ораторій («Створення світу», 1798; «Пори року», 1801), 14 мес, 24 опер. Автор музики гімну Австро-Угорщини, яка згодом стала за основу гімну Німеччини.

## Біографія

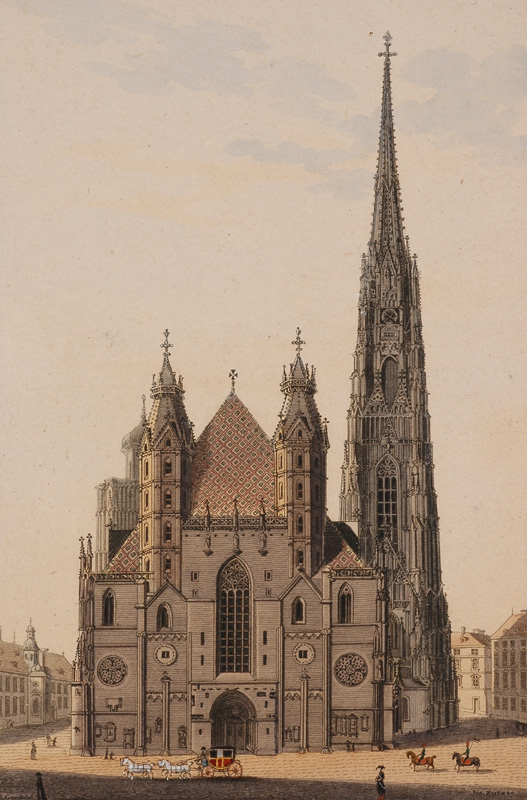
Собор Святого Стефана, Відень

### Ранні роки (до 1759)
Йозеф Гайдн (ім'ям Франц сам композитор не називав себе ніколи) народився 31 березня 1732 року в нижньоавстрійському селі Рорау, неподалік від кордону з Угорщиною в Австрійській імперії у багатодітній сім'ї каретного майстра Маттіаса Гайдна (1699—1763).
Батьки, що захоплювались співом і аматорською грою на музичних інструментах, помітили у хлопчика музичні здібності та у 1737 році відправили його до родичів у місто Гайнбург-на-Дунаї, де Йозеф став навчатися хоровому співу і музиці. 1740 року Йозефа запримітив Георг фон Ройттер, директор капели віденського собору св. Стефана Ройттер узяв талановитого хлопчика у капелу, і той упродовж дев'яти років співав у хорі (в тому числі декілька років — разом зі своїми молодшими братами)  та навчався грі на скрипці й клавішних музичних інструментах. Гайдн мешкав у капельхаузі поруч із собором разом із сім'єю Ройттера та ще чотирма хлопчиками-хористами.
Як і родичі до того, Рейттер не завжди переймався тим, щоб Йозеф добре харчувався. Пізніше Гайдн розповів своєму біографу Альберту Крістофу Дісу, що старався добре співати, сподіваючись отримати більше запрошень на виступ перед аристократичними глядачами, де співакам зазвичай подавали закуски.
У 1749 році Йозеф пішов з хору і став вільним музикантом. Наступний десятилітній період був для нього дуже важким. Йозеф брався за різну роботу, у тому числі був слугою італійського композитора Ніколи Порпори. Паралельно він намагався заповнювати прогалини у своїй музичній освіті. Гайдн дуже хотів стати учнем Ніколи Порпори, але уроки у того коштували великих грошей. Тому Гайдн домовився з ним про те, що під час уроків він буде сидіти за фіранкою і слухати, не заважаючи нікому.
Гайдн старанно займався вивченням творів Емануеля Баха й теорією композиції. Вивчення музичних творів попередників та теоретичних праць Й. Фукса, Й. Маттезона та інших скомпенсувало Йозефові Гайдну відсутність систематичної музичної освіти. Написані ним у той період сонати для клавесина були видані й звернули на себе увагу шанувальників музики. Першими великими його творами були дві меси brevis, F-dur і G-dur, написані у 1749 році ще до виходу його з капели собору святого Стефана. У 1750-х роках Гайдн написав цілу низку творів, котрі поклали початок його популярності як композитора: зингшпіль «Кульгавий біс» (був поставлений у 1752 році у Відні та інших містах Австрії, не зберігся до наших днів), дивертисменти і серенади, струнні квартети для музичного гуртка барона Фюрнберга, близько десятка квартетів (1755).
Протягом 1754—1756-х років Гайдн працював при віденському дворі на правах вільного художника.

### Служба при дворі графа Морціна (1759—1761)
У 1759 році Гайдн отримав посаду капельмейстера при дворі графа Карла фон Морціна, де під його орудою був невеликий оркестр — для нього композитор написав свої перші симфонії. Однак невдовзі фон Морцін почав зазнавати фінансових труднощів й припинив діяльність свого музичного проєкту.
У 1760 році Гайдн одружився з Марією-Анне Келлер. Дітей у них не було, про що композитор сильно жалкував. Дружина прохолодно ставилась до його професійної діяльності. Шлюб не був щасливим, однак закони того часу не дозволяли їм сподіватися на розлучення.

### Служба при дворі князів Естергазі (1761—1790)

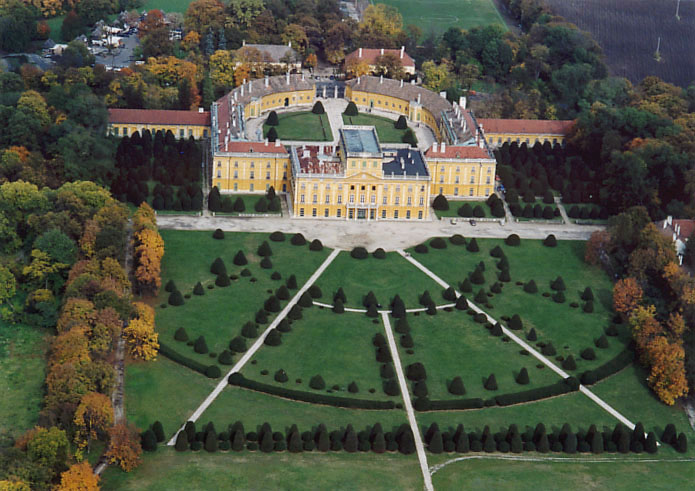
Вид на замок князів Естерхазі, Угорщина

Після припинення у 1761 році музичного проєкту графа фон Морціна Йозефу Гайднові було запропоновано аналогічну посаду у князя Пауля Антона Естергазі — глави надзвичайно багатої угорської сім'ї.
Спочатку Гайдн обіймав посаду віце-капельмейстера, проте одразу ж був допущений до керівництва більшістю музичних установ Естергазі нарівні зі старим капельмейстером, відомим композитором того часу Грегором Вернером (1693—1766), що зберіг абсолютні повноваження лише стосовно церковної музики. 1766 року у житті Гайдна сталася доленосна подія — після смерті Грегора Вернера його було переведено у капельмейстери при дворі нового князя Естергазі — Міклоша Йосифа. До обов'язків капельмейстера входило написання музики, керівництво оркестром, камерне музикування перед патроном й постановка опер.
1779 рік став переломним у кар'єрі Йозефа Гайдна — було переглянуто його контракт: якщо раніше усі його композиції були власністю сім'ї Естергазі, то тепер йому було дозволено писати для інших замовників і продавати свої роботи видавцям. Незабаром з урахуванням цієї обставини, Гайдн переніс акцент у своїй композиторській діяльності — став писати менше опер і створювати більше квартетів і симфоній. Крім того, композитор вів переговори з декількома видавцями — як австрійськими, так і зарубіжними. Про укладення Гайдном нової трудової угоди Джонс написав: «Цей документ подіяв як каталізатор на шляху до наступного етапу кар'єри Гайдна — досягнення міжнародної популярності. До 1790 року Гайдн перебував у парадоксальному, якщо не сказати дивному становищі: будучи провідним композитором Європи, але пов'язаним дією підписаного раніше контракту, тратив свій час як капельмейстер у віддаленому палаці в угорському селі».
За майже тридцятирічну кар'єру при дворі Естергазі композитор уклав велику кількість творів, його популярність зросла. 1781 року під час перебування у Відні Гайдн познайомився і подружився з Вольфгангом Моцартом. Він давав уроки музики Сигізмундові фон Нейкому, який згодом став його близьким другом.
11 лютого 1785 року Гайдн отримав посвячення у Масонську Ложу «До істинної гармонії» (нім. «Zur wahren Eintracht»).
Упродовж служби в угорських князів Естергазі творча діяльність композитора досягла розквіту, пік якої припав на 1780-90-ті роки, коли були написані квартети (починаючи з опусу 33), 6 Паризьких (1785—86) симфоній, ораторії, меси та інші твори. Примхи мецената нерідко змушували Гайдна поступатися творчою свободою. Разом з тим робота з керованими ним оркестром і хором благотворно позначилася на його розвитку як композитора. Для капели і домашнього театру Естергазі написана більшість симфоній, у тому числі «Прощальна» (1772), що набула широкої популярності, та опер композитора. Поїздки Гайдна до Відня дозволили йому спілкуватися з найвизначнішими з сучасників, зокрема з Моцартом.

### Знову вільний музикант (1790—1795)
У 1790 році, після смерті Міклоша-Йосифа Естергазі, його син і спадкоємець, князь Антон Естергазі, неприхильний до музики, розпустив оркестр. 1791 року Гайдн отримав контракт на роботу в Англії. Згодом він багато працював в Австрії та Великій Британії. Дві поїздки до Лондона (1791—1792 та 1794—1795) на запрошення організатора «Абонементних концертів» скрипаля І. П. Заломона, де він для його концертів написав свої найкращі симфонії  (12 Лондонських симфоній, 1791—1792, 1794—1795), розширили світогляд та ще більшою мірою сприяли росту популярності Гайдна. У Лондоні Гайдн збирав величезні аудиторії, що давало надходження значних коштів і, зрештою, дозволило йому стати фінансово забезпеченим. 1791 року вчена рада Оксфордського університету присудила Йозефові Гайдну ступінь почесного доктора.
У 1792 році, перебуваючи проїздом у Бонні, він познайомився з молодим Людвігом ван Бетховеном і взяв його до себе в учні.

### Останні роки життя (1795—1809)

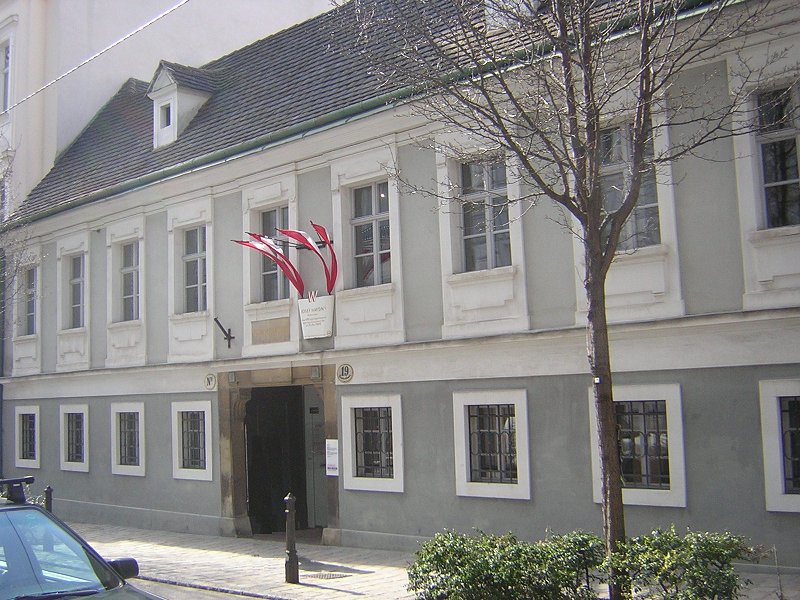
Будинок у Відні, де Гайдн провів останні роки свого життя, тепер музей

Гайдн повернувся й оселився у Відні у 1795 році. До цього часу князь Антон помер і його наступник Ніколаус (Міклош) II запропонував відродити музичні заклади Естергазі під керівництвом видатного композитора як капельмейстера. Гайдн прийняв пропозицію й обійняв запропоновану вакансію, хоча й на неповний робочий день. Він провів літо з Естергазі у місті Айзенштадті. Але на той час Гайдн став публічною особою у Відні та проводив більшу частину часу у власному великому будинку в Гумпендорфі (нім. Gumpendorf). Цей будинок з 1899 році став музеєм Гайдна. Тут композитор створив декілька творів для публічного виконання. Між іншим, у Відні Гайдн написав дві свої знамениті ораторії: «Створення світу» (1798) й «Пори року» (1801), у яких розвинув традиції лірико-епічних ораторій Г. Ф. Генделя. Ораторії Йозефа Гайдна позначені новою для цього жанру насиченою побутовою характерністю, барвистим втіленням явищ природи, в них розкривається майстерність композитора як колориста.

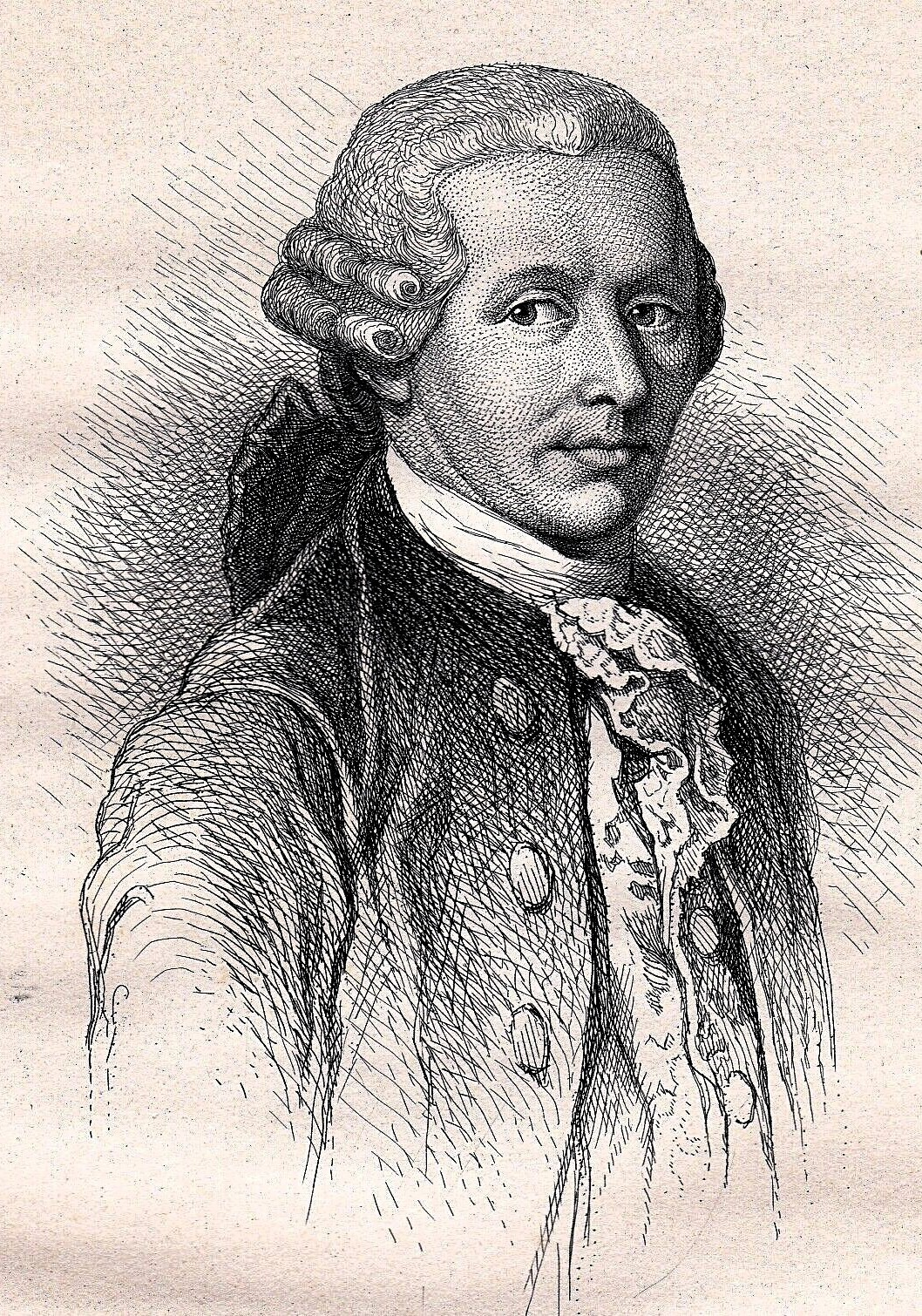
Йозеф Гайдн. Офорт, 1878

Під кінець життя Гайдн був дуже популярним. У наступні роки цей успішний для творчості Гайдна період збігся із початком старості і погіршенням здоров'я — тепер композитор повинен був боротися з негараздами, щоб завершити розпочаті твори. Робота над ораторіями підірвала сили композитора. Останніми його творами стали «Harmoniemesse» (1802) та незакінчений струнний квартет опус 103 (1802). Близько 1802 року його стан погіршав настільки, що він був фізично не в змозі творити. 1804 року Гайдна було обрано почесним громадянином Відня. Останні його начерки відносяться до 1806 року, після цього Гайдн вже не писав нічого.
Помер композитор у Відні у віці 77 років 31 травня 1809 року, незабаром після нападу на Відень французької армії під проводом Наполеона. Серед його останніх слів була спроба заспокоїти своїх слуг, коли в околиці будинку впало гарматне ядро: «Не лякайтеся, діти мої, бо там, де Гайдн, ніякої шкоди бути не може». Два тижні по тому, 15 червня 1809 року, у церкві Шотландського монастиря (нім. Schottenkirche) у Відні відбулася панахида, на якій було виконано Реквієм Вольфганга Моцарта.

## Оцінка творчості

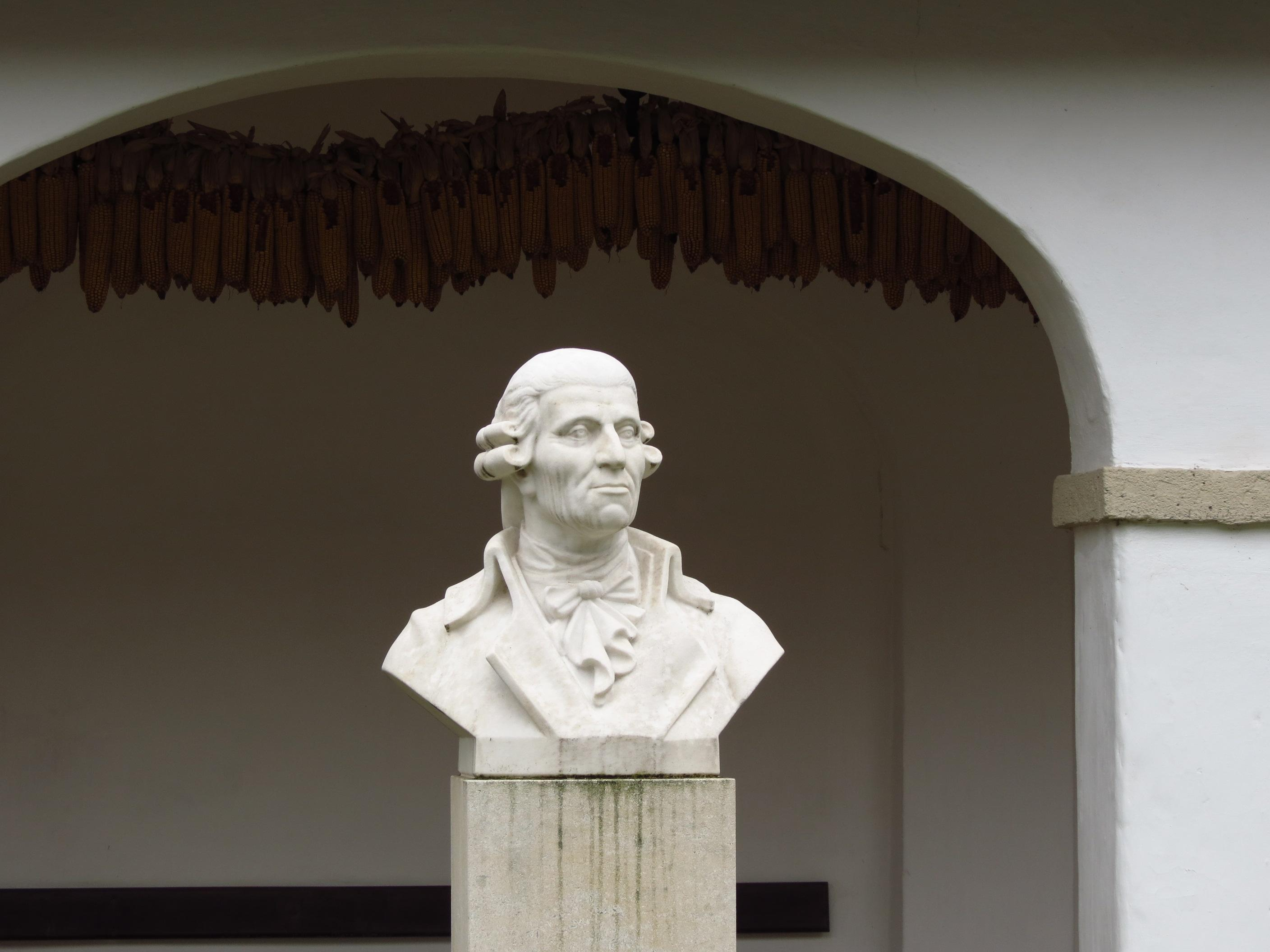
Бюст Гайдна на його батьківщині в Рорау

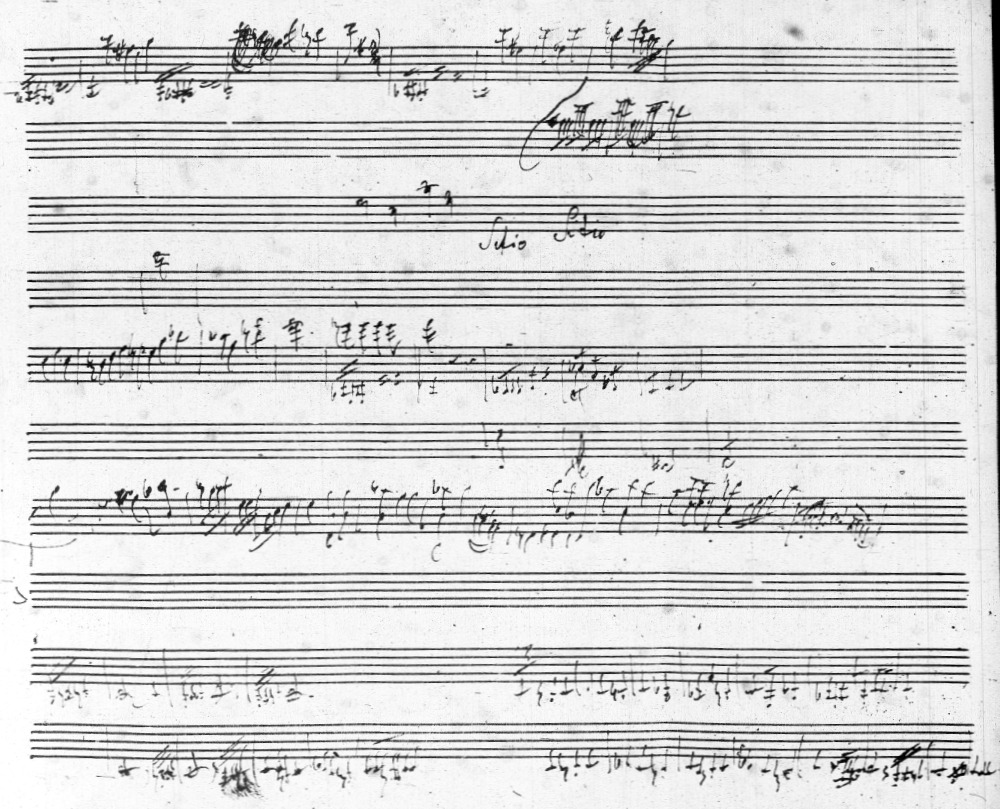
Автентичний нотний рукопис Гайдна

Упродовж XVIII століття у низці країн (Італії, Німеччині, Австрії, Франції та інших) відбувалися процеси формування нових жанрів і форм інструментальної музики, що склалися і досягли своєї вершини у так званій віденській класичній школі — у творчості Й. Гайдна, В. Моцарта і Л. Бетховена. Замість поліфонічної фактури великого значення набувала гомофонно-гармонічна фактура, але при цьому у великі інструментальні твори часто включались поліфонічні епізоди.
Стиль Гайдна органічно пов'язаний із культурою Відня, що сплавляла в собі італійські, південно-німецькі та інші культурні традиції. Музична культура була представлена трьома значними пластами — строгий поліфонічний стиль церковної музики, італійський оперний стиль та міський фольклор. Ці пласти стали чинниками формування індивідуального, авторського стилю Й. Гайдна. Сам композитор вважав, що найбільше на нього вплинула творчість Карла Філіпа Емануеля Баха, сина Йоганна Себастьяна Баха.
Творчість Гайдна охоплює широкий спектр жанрів. У Німеччині та Австрії Гайдн став відомим завдяки своїм ораторіям — «Створення світу» і «Пори року». Натомість у США, Англії та Франції найпопулярнішими є його симфонічні твори. Хоча симфонічні цикли писали й до Гайдна, вважається, що саме він підсумував і підійняв симфонію на новий якісний рівень, підсумувавши досвід попередників, відкривши нову епоху у розвитку жанру симфонії.
У камерній музиці Гайдн вважається засновником жанру струнного квартету. 83 квартети Гайдна написані для постійного складу виконавців (дві скрипки, альт і віолончель) і мають чотиричастинну (алегро в сонатній формі, повільна частина, менует і фінал або алегро, менует, повільна частина і фінал) або п'ятичастинну форму (алегро, менует, повільна частина, менует і фінал).
Відкриттям Гайдна вважається також форма рондо-сонати, в якій принципи сонатної форми (експозиція, розробка, реприза) зливаються з принципами рондо (А-В-С-А або А-В-А-С-А-В-А). Фінали пізніх інструментальних творів написані саме у цій формі. Оркестрове письмо Гайдна виявляє поступове ослаблення зв'язку зі старою технікою basso continuo, в якій клавішний інструмент або орган заповнював акордами звуковий простір і утворював «скелет», на який накладалися інші лінії скромного оркестру тих часів.
| За висловом Джеймса Вебстера, "Гайдн мав успіх в усіх музичних жанрах. Він широко знаний як 'батько симфонії' і ще більш справедливо було б назвати Гайдна батьком струнного квартету; жоден з інших композиторів не наблизився до такого поєднання продуктивності, якості та історичного значення в цих жанрах.[12] |

## Твори
Повний каталог творів Й. Гайдна уклав лише у середині XX століття нідерландський музикознавець Антоні ван Гобокен. У цьому каталозі твори Гайдна розсортовано на 31 категорію відповідно до жанру, категорії позначено римськими цифрами. Кожному творові також надано свій номер усередині категорії, що позначається арабськими цифрами. У гігантській за обсягом спадщині Гайдна є твори, які досі не занесені в каталог і майже не виконуються.

### Вокальні твори
- 24 опери
- ораторії
  - «Створення світу»
  - «Пори року»
- 14 мес

### Симфонічна музика
- 104 симфонії, у тому числі:
  - «Прощальна симфонія» (№ 45);
  - «Симфонія з тремоло литавр» (№ 103);
  - «Лондонська» (№ 104).
- Концерти:
- 20 концертів для фортепіано з оркестром;
- 9 концертів для скрипки з оркестром;
- 6 концертів для віолончелі з оркестром;
- 16 концертів для інших інструментів (в тому числі для контрабаса, баритона, флейти, валторни).

### Камерна музика
- 83 квартети
- 12 сонат для скрипки і фортепіано
- 77 струнних квартетів
- 6 дуетів для скрипки і альта
- 30 тріо для струнних інструментів
- 35 тріо для фортепіано, скрипки і віолончелі
- 52 фортепіанні сонати

## Цікаве
- Під час відспівування Антоніо Вівальді в церковному хорі співав дев'ятирічний хлопчик Йозеф Гайдн.
- На честь композитора названо астероїд 3941 Гайдн[13].

## Пам'ять
Ще за життя Йозеф Гайдн отримав багато нагород. 1798 року він став членом Шведської королівської академії, 1804 року став почесним гарантом. 1808 року став почесним членом філармонічного товариства в Санкт-Петербурзі.
У Відні створено музей у будинку, де композитор провів свої останні роки життя.

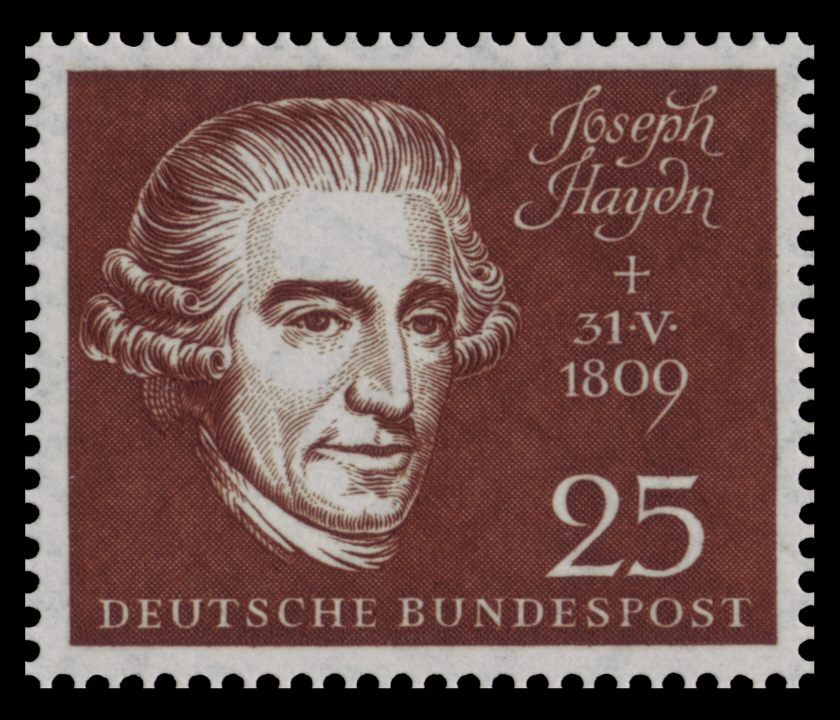
Німецька поштова марка із зображенням Гайдна (1959)
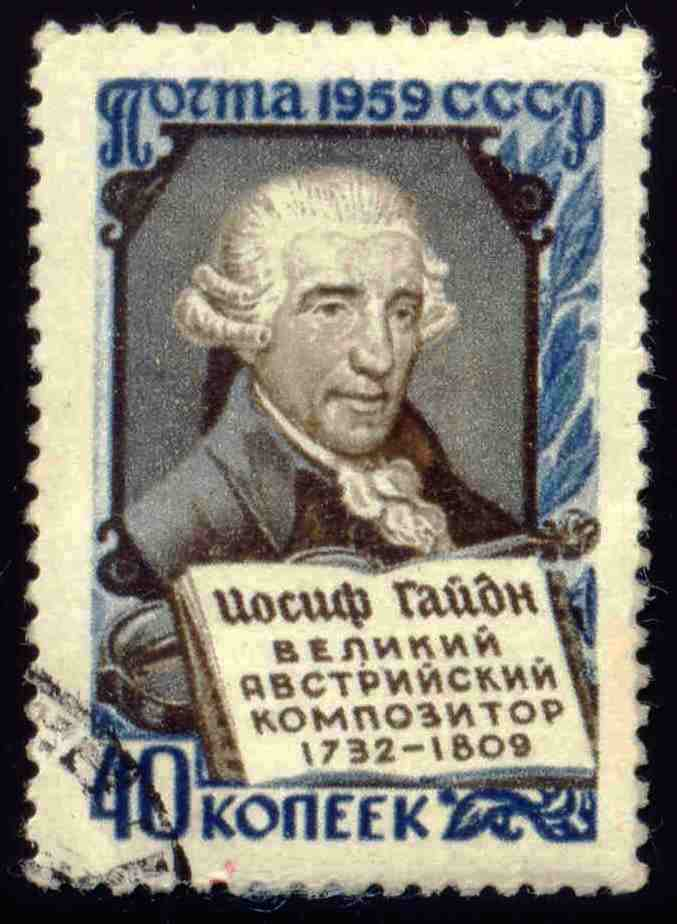
Радянська поштова марка (1959)